# Oratorio della Compagnia del Santissimo Sacramento (Calenzano)
L'oratorio della Compagnia del Santissimo Sacramento è un edificio sacro situato nel comune di Calenzano.

## Storia e descrizione
È situato nei pressi della Chiesa di San Niccolò e al suo interno è custodita la tavola di Domenico Cresti detto il Passignano raffigurante l'Incoronazione di spine.

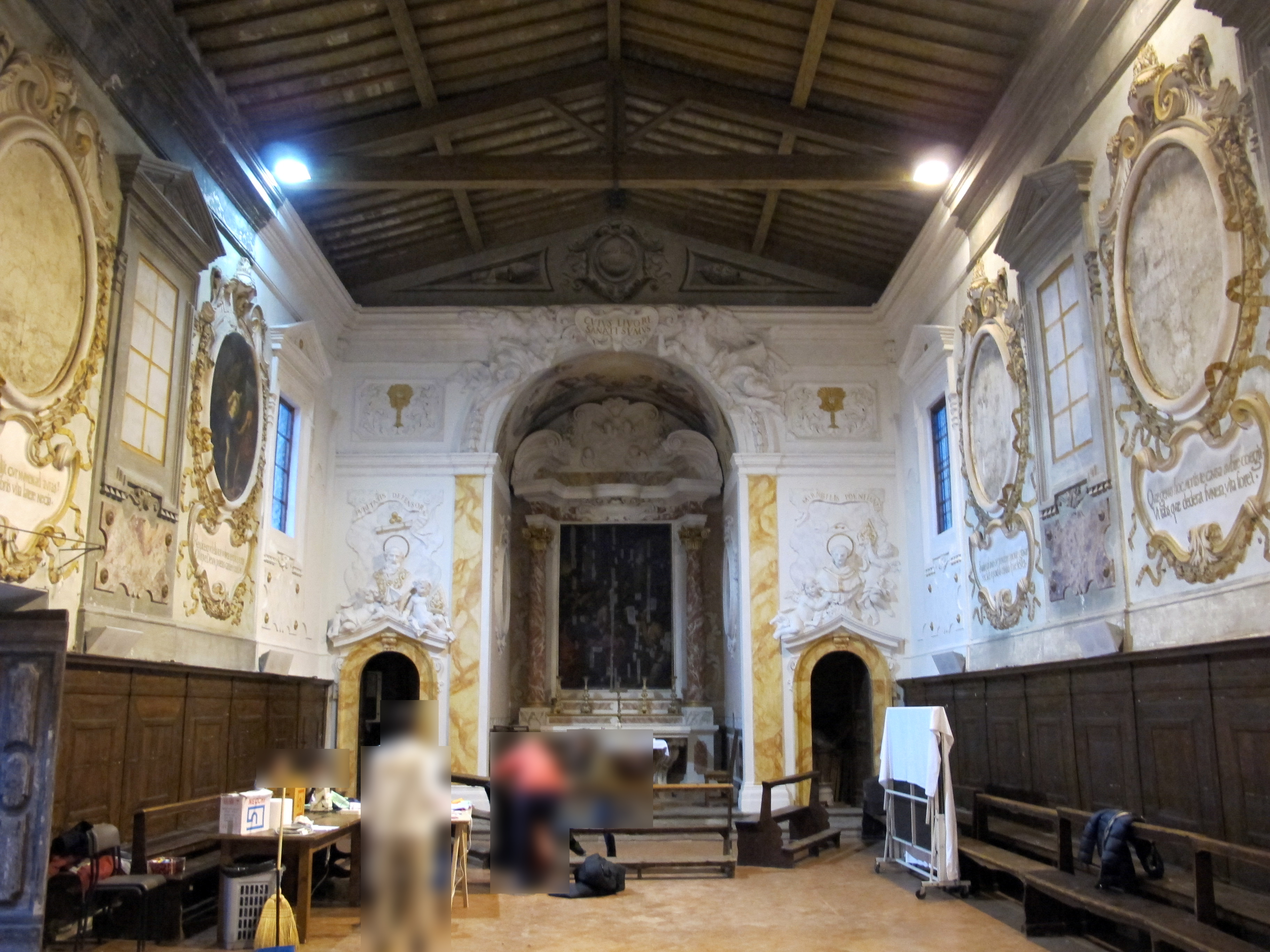
Interno
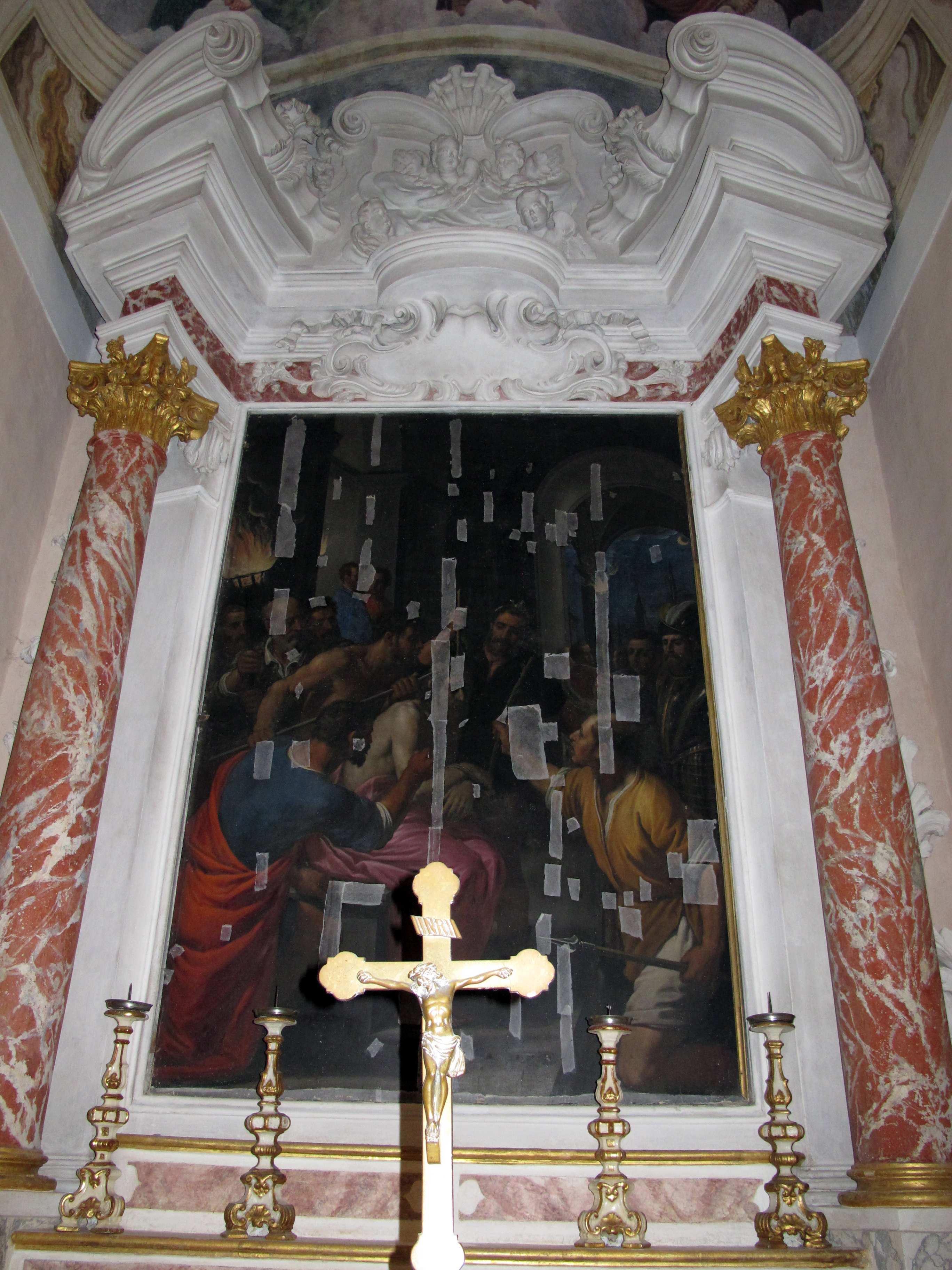
Pala del Passignano